# Маскелиаде, Антон
Антон Маскелиаде (настоящее имя — Антон Андреевич Сергеев, род. 16 декабря 1986 года, Москва, СССР) — российский электронный музыкант, продюсер, основатель и преподаватель школы музыки «Школа Маскелиаде», писатель.

## Биография

### Раннее творчество
Антон Андреевич Сергеев родился 16 декабря 1986 года в Москве.
Антон с детства увлекался музыкой. В старших классах школы вместе с другом Львом Обориным создали инди-рок группу «Тритон утонул», где Антон пел и играл на гитаре. Группа была активна с 2000 по 2010 год.
В 2009 году закончил ГУУ по специальности «Логистика». После этого получил второе высшее образование в ГИТРе по специальности «Звукорежиссура».
С 2010 по 2013 году играл и пел в электронном экспериментальном дуэте «Зотовы братья» вместе с Феликсом Миренским. Для создания музыки группа использовала синтезаторы, семплеры, драм-машины, электрогитары и шумовые модули, сделанные медиахудожником Дмитрием Морозовым. Дуэт выпустил три альбома, включая два концертных. В этот период появился сольный музыкальный проект «Антон Маскелиаде».

### Сольный период
В 2012 году Антон стал первым российским музыкантом, прошедшим отбор в международную программу OneBeat. В течение месяца Антон, вместе с другими музыкантами со всего мира, путешествовал по США, записывал совместные треки, давал концерты и участвовал в музыкальных стрит-студиях (импровизированные концерты со случайными прохожими). Уже тогда Антон начал экспериментировать со звуком и визуальными эффектами — увлекся методом Circuit Bending. Суть метода заключается в случайной настройке (или намеренной поломке) схем в электронных устройствах (например, синтезаторы или детские музыкальные игрушки), в результате появляются новые музыкальные или визуальные инструменты. Например, на своих выступлениях Антон использовал перепаянную игровую приставку Dendy, которая генерировала искаженную картинку.

С 2013 Маскелиаде впервые использует на концертах контроллер жестов Leap Motion, который позволяет управлять музыкой с помощью движений рук, не касаясь самого устройства. Позже он научится управлять руками одновременно музыкой, видео и анимацией. В дальнейшем это станет фирменным знаком его живых выступлений. 

«Выглядит это так, словно производятся некие магические пассы; словно это и не музыка, а какое заклинание — то есть довольно впечатляюще.» 
Сам Маскелиаде называет свою музыку эфемерной, объясняя тем, что на концертах артист всегда импровизирует, а в своих студийных композициях оставляет «сырые куски» первых записей.
В 2013 году вместе с командой музыкантов запустил Maskeliade Street Studio — первую в России уличную музыкальную студию (стрит-студию), где любой прохожий мог принять участие в создании трека. Стрит-студии проводились в Москве на Дне Города, на фестивалях Outline и Fields, в музее «Гараж».
В конце 2013 года Антон выпустил первый EP «Золото Мое». Критики отмечали неожиданный звук в виде коллажа традиционного, живого (акустических инструментов и голоса) и цифрового (шума, кликов, глитча, заиканий и залипаний).

### 2014: Альбом «Subtract The Silence of Myself»
В начале 2014 года выходит дебютный LP Subtract The Silence of Myself. Альбом собирает хорошие отзывы в СМИ и попадает в список лучших альбомов года. 
«Хотя корни пропагандируемого Антоном Маскелиаде подхода можно найти в творчестве и Four Tet, и The Books, и, чего уж там, Radiohead (перепой Том Йорк вещицу „Chabrec“, она могла бы смотреться на „Hail to the Thief“), конечные его произведения все-таки скорее похожи не на репродукции уже известных форм, а на рукотворные творения какого-нибудь по-хорошему двинутого местного гения. В этих шебутных, неусидчивых песнях все время творится занятная, будто бы немного мультяшная звуковая жизнедеятельность — то выпрыгнут вдруг неожиданные барабанчики, то кто-то заголосит с Антоном хором, то произойдет ещё что-нибудь не очень ожиданное.»
Об Антоне пишут издания The Guardian, Rolling Stone, Сноб. Он оказывается среди десяти молодых артистов из России, за которыми стоит следить, по мнению журнала Viсe.
В том же году номинировался на премию Степной Волк в категории «Дебют».
В 2015 году Маскелиаде получил премию Курехина в области современного искусства за сольное творчество и за Maskeliade Street Studio.
Следующие два года ездил с концертами по России и Европе. Участвовал в международных шоукейс-фестивалях: Waves, Ment, BIME, Reeperbahn, MMW, V-ROX. Выступал на одной сцене с Moderat, Mouse on Mars, The Herbaliser, Emika, Dub FX.
Маскелиаде стал одним из первых российских музыкантов, выступивших на фестивале Glastonbury в Великобритании.
В том же году участвует в фестивале Политех с перформансом «Автомобильный орган». Жестами рук Антон сыграл на гудках 24 советских автомобилей, также управляя их фарами. Технология подключения машин была разработана совместно американской компанией Syyn Labs и Политехом. Позднее этот проект попал в шорт-лист премии Курехина.
Написал музыку к видеороликам для Третьяковской галереи, Samsung, Adidas, Puma. Сделал саунд-дизайн умной колонки для Яндекса. Создал звуковую инсталляцию для музея истории ГУЛАГа.

### 2016: Альбом «О»
В 2016 году Антон выпустил второй полноформатный альбом — «О». Каждый трек в альбоме посвящён событию из жизни музыканта и дополнен звуками, которые он собирал во время путешествия по миру.
Критики отмечали, как Маскелиаде собирает из разных звуков и мелодий одновременно суетливый и мечтательный электронный авант-поп.
Концертная программа второго альбома была впервые сыграна в декабре 2016 года на фестивале Far From Moscow в университете UCLA (Лос-Анджелес). На фестивале выступали также Мумий Тролль, Mujuice, Kate NV.
В 2016 году литературный портал Полутона публикует сборник стихотворений Маскелиаде «Кресты вместо орбит».
Все это время Антон параллельно работал менеджером по продажам запасных частей для деревообрабатывающего оборудования. В 2016 году он уходит с офисной работы, чтобы заниматься только музыкой.

### 2017: Школа Маскелиаде

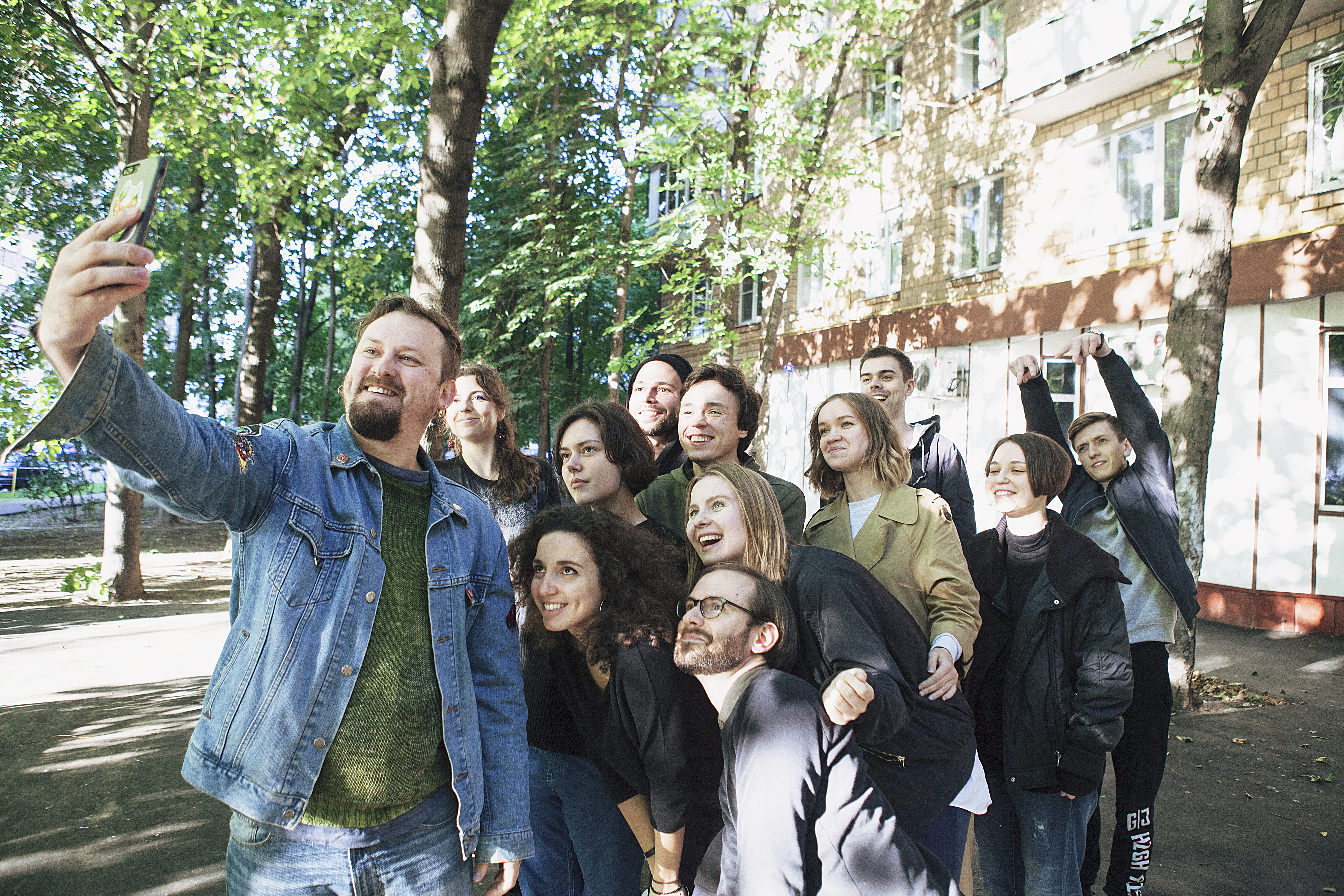
Школа Маскелиаде, выпуск Сентябрь 2017г

В 2017 Антон открыл Школу Маскелиаде — школу по созданию электронной музыки для начинающих и профессиональных музыкантов. Маскелиаде преподает на двух очных курсах, а также ведет стримы в онлайн-формате школы. Среди известных выпускников школы: Надя Грицкевич (НААДЯ), Катя Шилоносова (Kate NV, ГШ), Глеб Раумская, Митя Бурмистров, Максим Ильяхов, Никита Чернат (Хадн Дадн), Вадик Королев (OQJAV).
В честь пятилетия (2022) школа провела свой первый выездной музыкальный фестиваль.

### Резиденции OneBeat и ИМИ
В 2017 году Антон стал соорганизатором музыкальной программы OneBeat Russia, которая собрала музыкантов и художников из США и России. Участники занимались совместным творчеством в музыкальной резиденции в Свияжске и Суздале, а после отправились в тур с концертами и интерактивными перформансами в Казань, Суздаль и Москву. Итогом резиденции стала авторская постановка «Истории солдата» И. Ф. Стравинского.
В 2019 Маскелиаде стал куратором ИМИ резиденции, которая объединила музыкантов из России, Казахстана, Украины и Германии. Резиденция проходила в Подмосковье, где музыканты разбивались на ансамбли, выполняли творческие задания и писали композиции. Результатом резиденции стало выступление всех участников на своей сцене на Пикнике Афиши и законченный музыкальный альбом.

### 2019: Книга «Твой первый трек»
В декабре 2019 года вместе с редактором Максимом Ильяховым Маскелиаде выпустил книгу «Твой первый трек» (издательство АСТ). Книга рассказывает о том, как создавать электронную музыку без музыкального образования. Также в ней затрагивается тема негативной критики и того, как её преодолеть. Отрывки из книги опубликовали сайты Медуза, Афиша.
«Дебютное издание автора, вопреки всем скептическим надеждам, не похоже на технический справочник или кальку расширенного видео-урока с YouTube. В своей книге Маскелиаде подробно проходится по главным болевым точкам начинающего музыканта: от понимания устройства ритмической структуры до сведения и мастеринга через проблемы внутреннего творческого процесса и мотивацию.» 

### 2020: Альбом «Контра»
Альбом «Контра» вышел 26 ноября 2020 года после сингла «Научусь слезам», который попал в мировой плейлист Oblique на Spotify. Релиз получился текстоцентричным в тревожной и минорной атмосфере. В поддержку альбома было выпущено 4 клипа: «Научусь Слезам», «Я Не Боюсь Тебя», «Ты», «Валетудо».  
«Контра — это радиола тяжелых внутренних голосов, с которыми я просыпаюсь каждый день. Я понимаю, что они со мной на всю жизнь. Я не хочу их прятать или стесняться — я раскрашиваю их фломастерами и нахожу в этом спокойствие. Так мне становится понятнее, из чего я состою и кто я такой. Кажется, это важный шаг к свободе».

### 2021: Альбом ремиксов «Радий-226»
«Радий-226» состоит из 8 треков музыкантов, которые сделали ремиксы на треки с «Контры»: НААДЯ, Madiken, Дмитрий Евграфов, Екатерина Яшникова, Fesikl Mikensky, Петр Пазына, Коля Скаженик, композитор Алексей Хевелев. В эклектичном сборнике собрались неожиданные жанры: от оркестровых поп-баллад до пландерфоники.

### 2023: Альбом «Сдвижные картинки»
Выпустив в 2023 году 4 сингла («Синоптик», «Помят», «Я не погибну молодым», «Мифы»), Антон Маскелиаде презентовал альбом «Сдвижные картинки». Он посвящен трансформации понятия дома на фоне двух войн. Название альбома — это отсылка к переводным наклейкам в СССР из 70-х годов. Большинство песен из альбома — это коллаборации с друзьями-музыкантами артиста и выпускниками его школы: НААДЯ, Madiken, Орлёнок, Лев Оборин и другими.
«Это просто хорошая современная музыка для умной аудитории, способной оценить и мелодические ходы, и стилистические цитаты. Но это еще и слепок со времени, который от обратного, — через легкость и оторванность от земли, — пытается передать нам ощущение большого количества наших друзей, которые превратились в путешественников наудачу».

### 2025: Карточки «Твой второй трек» и альбом «0071.jpg»
В начале года Маскелиаде анонсировал продолжение своей книги «Твой первый трек» в виде колоды из 107 карт для музыкантов под названием «Твой второй трек». Карточки поступили в продажу в апреле. 
«Колода состоит из 107 иллюстрированных карт, каждая из которых предлагает идею, совет или иное решение, мотивирующее музыкантов заниматься музыкой. Карточки дополнены тематическими вдохновляющими видеороликами и графическими «партитурами для переворота сознания». По словам автора, всё вместе это даёт «бесконечное множество способов вернуть своей музыке ценность и перезапустить творческий мотор».
15 мая вышел пятый полноформатный альбом «0071.jpg». Это первый эмбиент-альбом в карьере артиста. Альбом был вдохновлен фотографиями квартиры, который сделал его сын Марк. Все композиции на альбоме были записаны с первого дубля по карточке из колоды «Твой второй трек». 
«Однажды Марк отфотографировал всю квартиру на детский фотоаппарат: стены, пол, кровать, тарелки на столе. Ему хотелось сохранить это место навсегда. Вдруг оно исчезнет. Я выбрал 12 его фоторабот и написал треки-посвящение каждому кусочку дома. Если вы включите этот альбом и в какой-то момент перестанете замечать музыку — значит альбом сработал. Он стал частью ваших стен и вашей комнаты. Он растворился.» 

## Другое
Происхождение псевдонима Антон объяснял фамилией деда — Маскилейсон. В своих рассказах дед вспоминал смешные случаи из жизни, связанные с коверканием его фамилии. Маскелиаде был одним из вариантов.
В 2020 году Антон Маскелиаде включен в список самых креативных людей России по версии Creative Russia Network.
В 2022 году в день памяти жертв политических репрессий Школа Маскелиаде вместе с Музеем истории ГУЛАГа выпустила музыкальный альбом под впечатлением от книги «Чудная планета» узника ГУЛАГа Георгия Демидова.

## Награды
| Год  | Премия                 | Категория                             | Итог      |
| ---- | ---------------------- | ------------------------------------- | --------- |
| 2014 | Степной Волк           | Дебют                                 | Номинация |
| 2015 | Премия Сергея Курехина | Электромеханика                       | Победа    |
| 2016 | Премия Сергея Курехина | Искусство в общественном пространстве | Номинация |

## Дискография

### Студийные альбомы
| Год  | Название                                                               |
| ---- | ---------------------------------------------------------------------- |
| 2014 | Subtract The Silence of Myself - Дата: 21 апреля, 2014 - Лейбл: Комета |
| 2016 | О - Дата: 5 декабря, 2016 - Самиздат                                   |
| 2020 | Контра - Дата: 26 ноября, 2020 - Самиздат                              |
| 2023 | Сдвижные картинки - Дата: 29 ноября, 2023 - Самиздат                   |
| 2025 | 0071.jpg - Дата: 15 мая, 2025 - Самиздат                               |

### Мини-альбомы, ремиксы и синглы
- Золото Мое (2013) EP
- LF (2014) альбом ремиксов
- OneBeat (2014) EP
- Научусь Слезам (2020) сингл
- Радий-226 (2021) альбом ремиксов
- Дома (2021) сингл
- Синоптик (2023) сингл
- Помят (2023) сингл
- Я не погибну молодым (2023) сингл
- Мифы (2023) сингл

### Видеоклипы
- Crown (Elektrichka Live) (2014)
- Chabrec (Live in the Old Soviet Car) (2014)
- Come On (Live) (2014)
- The Car Organ Live (ft. SYYN LABS & Polytech) (2015)
- Morning Sessions #1, #2 (2016)
- Live at Motherland Festival (2016)
- Onfim (2016)
- Научусь слезам (2020)
- Я не боюсь тебя (2020)
- Ты (2021)
- Валетудо (2021)
- Дома (2021)
- Помят (2023)

### Maskeliade Street Studio
- Fields Muzeon Festival & Outline Festival (2014)
- Moscow City Day & Nikola-Lenivets & Garage (2014)

### Зотовы братья
- Lopatepye 11 (2011)
- Figures & Night (2012)
- Live 2113 (2013)